# Centro Comercial del Magnate de América
Centro comercial del Magnate de América es un videojuego de simulación económica en el cual el jugador debe crear y hacer funcionar un centro comercial con éxito. El centro comercial está basado en el verdadero Mall of America (Centro comercial de América) en Bloomington, Minnesota. El jugador debe manejar los ingresos, los contratos de las tiendas, y los días de eventos especiales para así poder crear un centro comercial exitoso. Sin embargo, a diferencia de otros juegos de computadora de magnates, hay una manera de ganar una partida gratis. Este programa creado por Activision Publishing Minneapolis, Inc., fue una simple actualización de la versión Mall Tycoon (Magnate de centro comercial), aunque fue creado y publicado por diferentes corporaciones. 

## El juego
Los jugadores inician con un centro comercial vacío, en el cual ellos deben desarrollar su propio centro comercial. Las opciones de construcción incluyen las tiendas y restaurantes normales, pero también otros detalles que se encuentran comúnmente en los centros comerciales, tales como bancas y pequeñas plantas. El centro comercial debe ser desarrollado de tal manera que sea rentable, permitiendo al jugar añadir más artículos. Por ejemplo, el jugador puede programar promociones tales como el Día de los Descuentos para atraer más gente al centro comercial. También, una nueva atracción en el Campamento de Snoopy, la gran atracción ubicada en el centro del centro comercial puede ayudar en atraer más gente. 
Después que el jugar desarrolla suficientemente el primer área, otra sección del centro comercial es desbloqueada. Hay dieciséis secciones las cuales necesitan ser desarrolladas, y cuando la última es completada, el jugador gana el juego. 

## Historia
El juego es muy similar a Mall Tycoon (Magnate de centro comercial) tanto en los conceptos y características. Sin embargo, este juego es compatible con Microsoft Windows 2000 y XP, mientras que Mall Tycoon solo admite las versiones anteriores de Windows. Finalmente, Mall Tycoon 2 y Mall Tycoon 3 fueron lanzados para competir por el mercado. Hasta hoy, la producción de las secuelas tanto para este juego y Magnate de centro comercial han sido detenida. 